# Los Dos Caminos
Los Dos Caminos – miasto w Wenezueli, w stanie Miranda, w gminie Sucre.
Według danych szacunkowych na rok 2010 liczy 100 755 mieszkańców.